# 復讐 (喜劇)

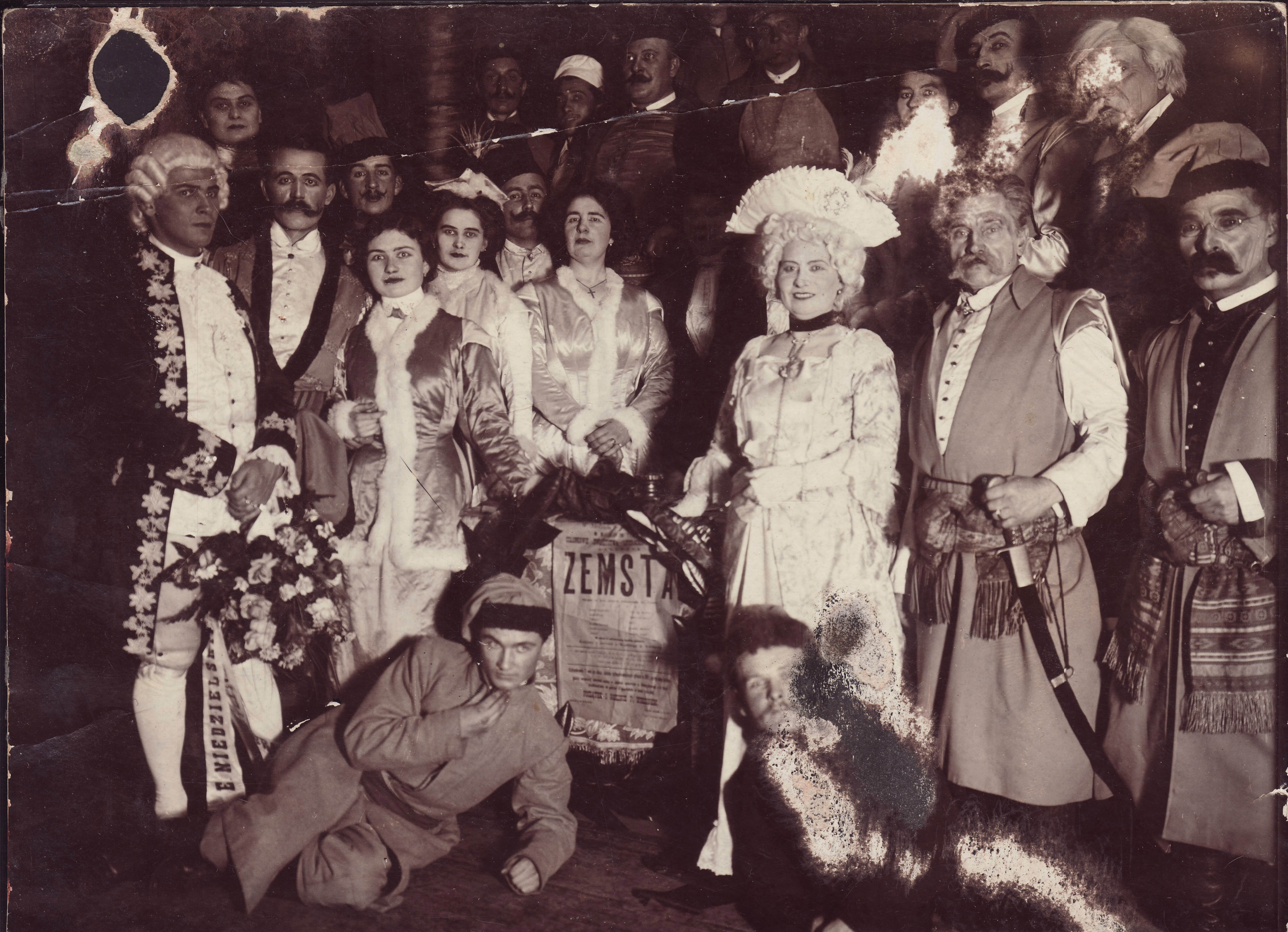
アレクサンデル・フレドロの『復讐』出演者一同 (1900年頃)

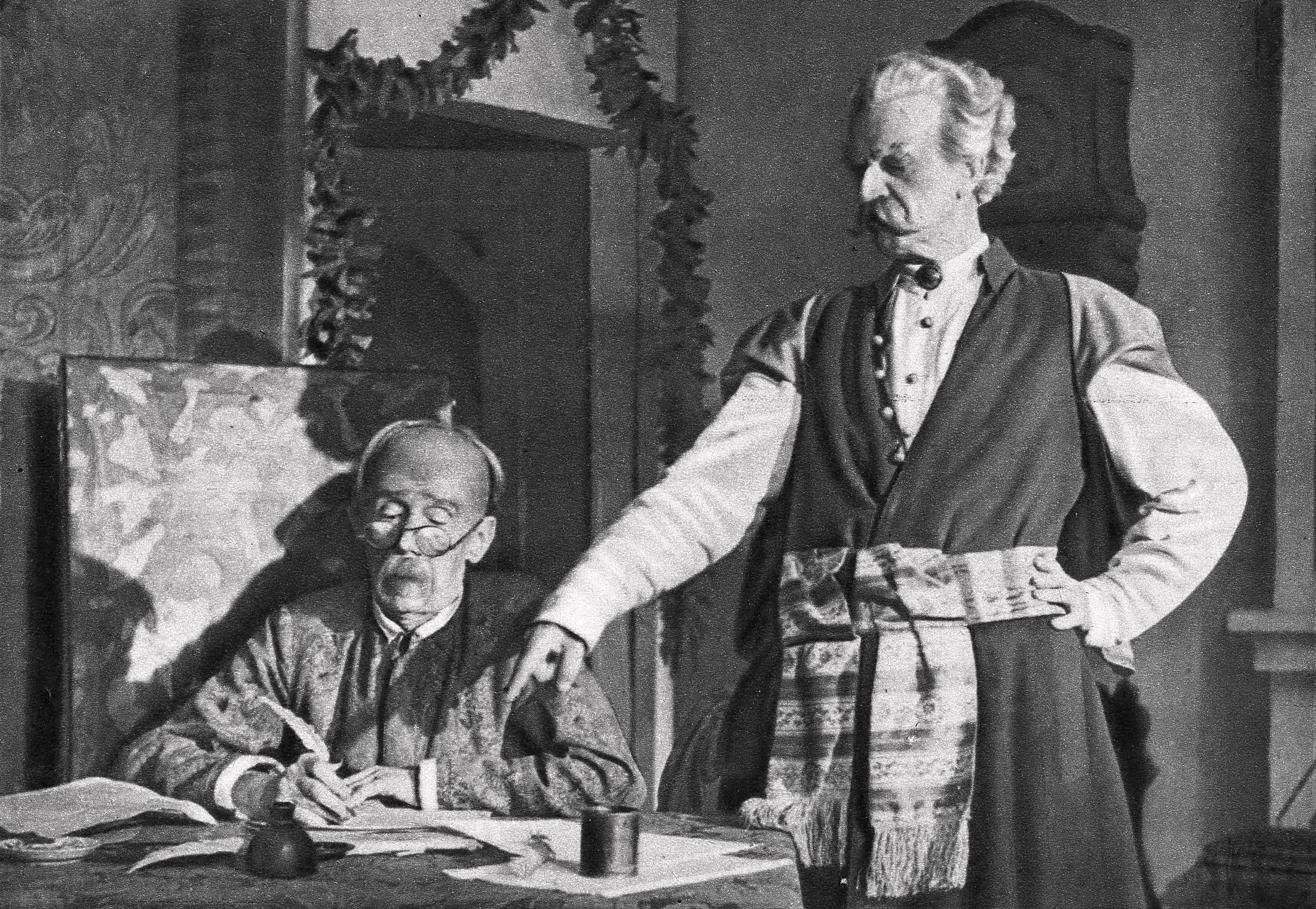
『復讐』公演中のルドヴィク・ソルスキ扮するディンダルスキ (左側) とイェジ・レシュチンスキ扮するチェシニク・マチェイ・ラプトゥシェヴィチ（右側）。クラクフのユリウシュ・スウォヴァツキ劇場; 監督: テオフィル・トシュチンスキ (1948年)

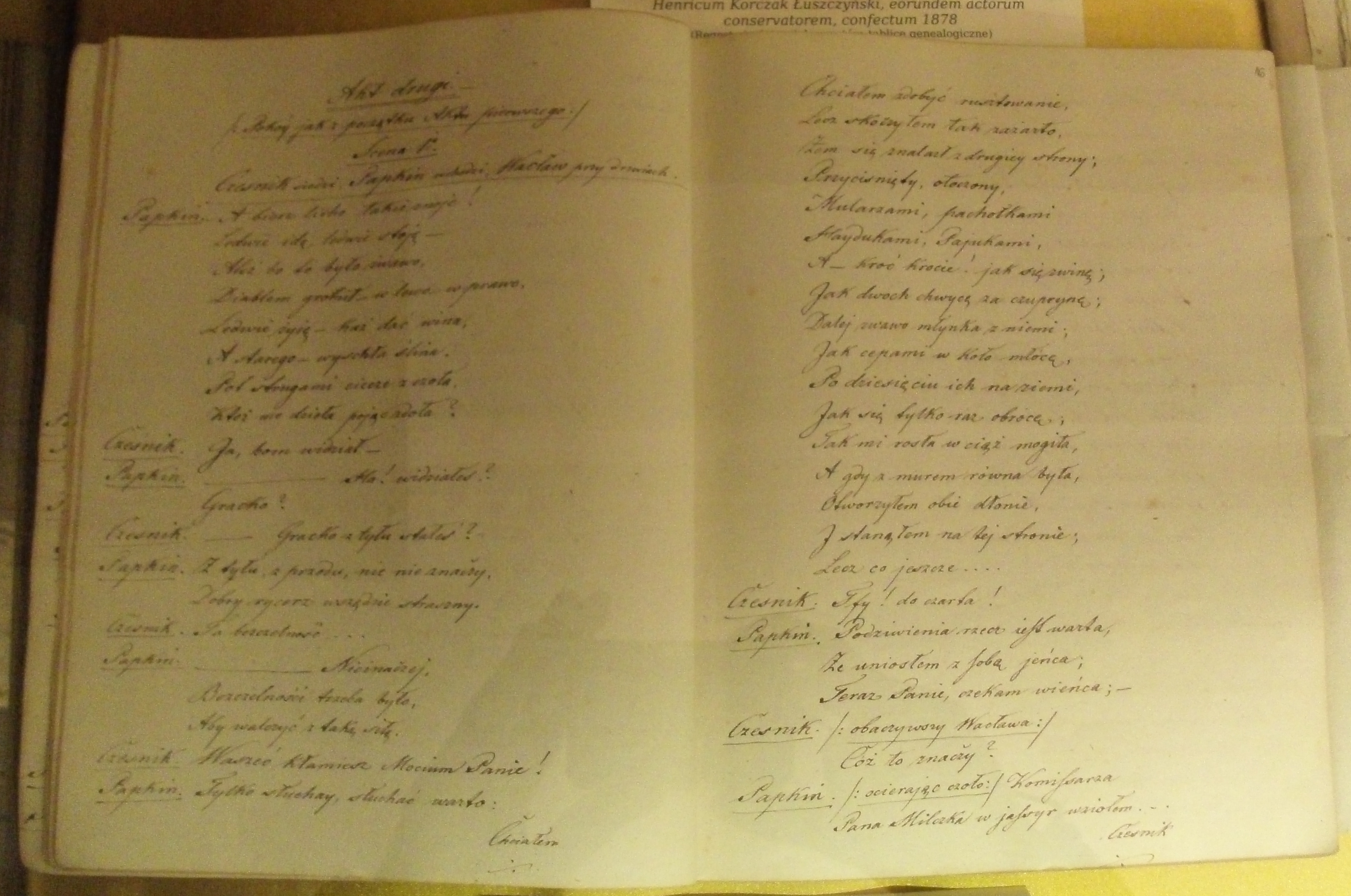
『復讐』 – アレクサンデル・フレドロの喜劇原稿（ジクフ城蔵）

『復讐』(ポーランド語: Zemsta) とは分割期ポーランドの劇作家アレクサンデル・フレドロ (1793–1876) による4幕のポーランド語喜劇であり、1830年代初頭に成立した。書籍としての初版（フレドロ選集中に収録）は1838年にリヴィウにて出版された。戯曲の原稿は両方ともにヴロツワフのオソリネウムに収蔵されている。
『復讐』の初演は1834年2月17日にリヴィウのヤン・ネポムツェン・カミンスキの劇場にて、ヤン・ネポムツェン・ノヴァコフスキをチェシニク役、ヴィタリス・スモホフスキをレイェント役として行われた。

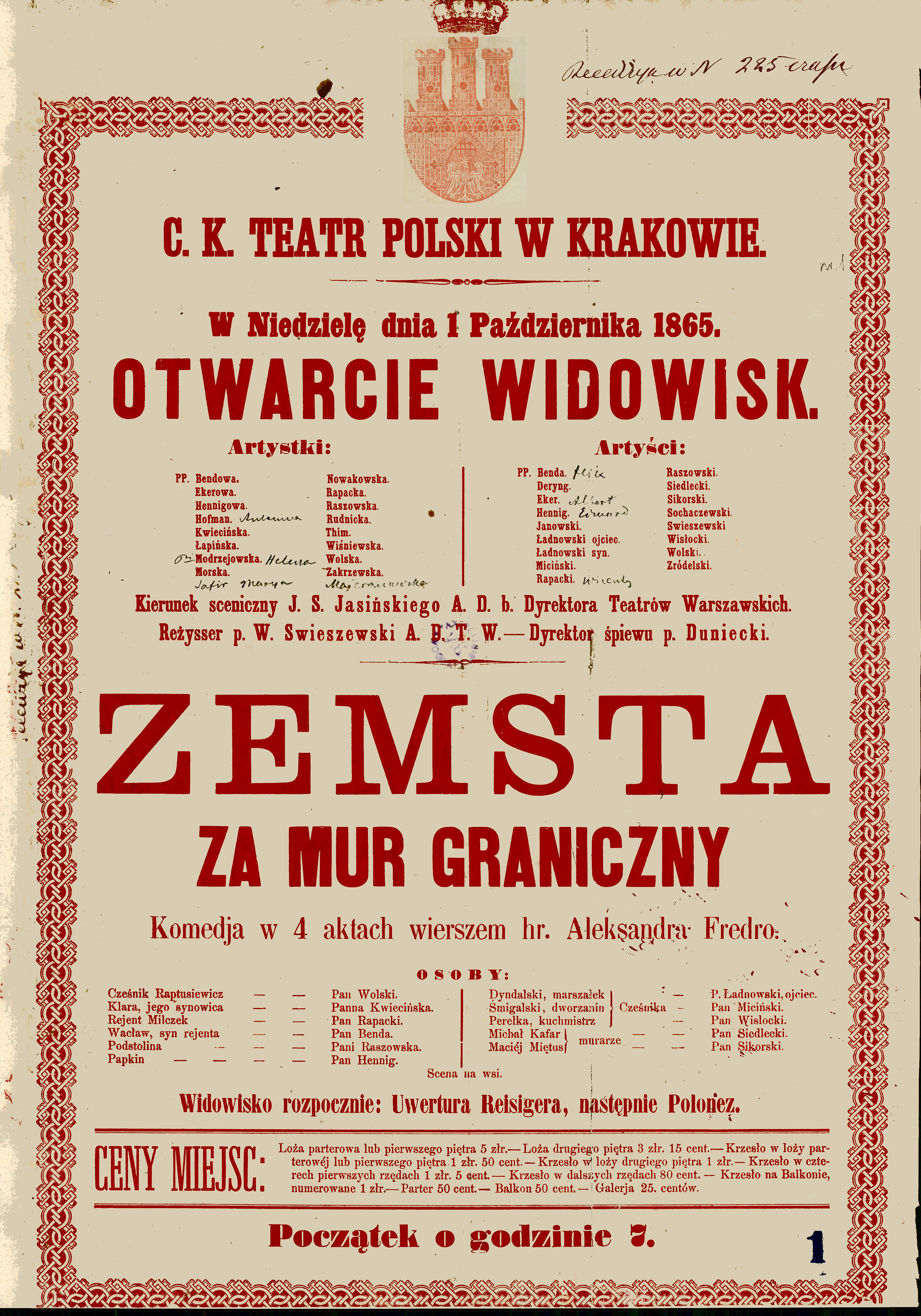
クラクフにおけるアレクサンデル・フレドロの喜劇『復讐』の公演ポスター

 ポーランド語版ウィキソースに本記事に関連した原文があります：『復讐』

## 成り立ち
『復讐』が成立したのは1833年のことである。本作はフレドロが妻の嫁資として入手したオドジコニのカミェニェツ城で発見した文書に触発されたものとなっている。その文書にはかつての所有者たちの由緒が著されている。城はいがみ合う2つの血族、フィルレイ家 (城の下部) とスコトニツキ家 (波: Skotniccy; 城の上部) が所有権を有していた。チェシニクの遠い原型となったピョトル・フィルレイはレイェントの原型であるヤン・スコトニツキに嫌がらせを行ってきたため、スコトニツキは雨樋をフィルレイの居住部に向けた。この時フィルレイは城上部の石壁を修繕していたスコトニツキ側の労働者たちを襲撃し、そのついでとして雨樋の破壊も行った。スコトニツキはフィルレイを相手取って裁判を仕掛け、勝訴するが、長きにわたる互いの諍いは、1630年にそれぞれの子であるミコワイ・フィルレイとゾフィア・スコトニツカが婚姻関係を結ぶことにより漸く決着がついた。
原稿の初版では、フレドロは舞台設定を17世紀（このことはパプキンの遺言書中に記された1664年6月4日という日付が指し示している）とし、主要主人公たちはフランスかぶれのバロン (Baron; 後のチェシニク)、キェウビク (Kiełbik; 後のレイェント)、ルブロヴァ女史（Pani Rublowa; 後のポトストリナ）、パプキェヴィチ（Papkiewicz; 後のパプキン）といった面々であった。漸く次版の原稿において登場人物たちの姓の最終稿が現れ、舞台設定は百数十年ずらされた。

## 作中世界の要素

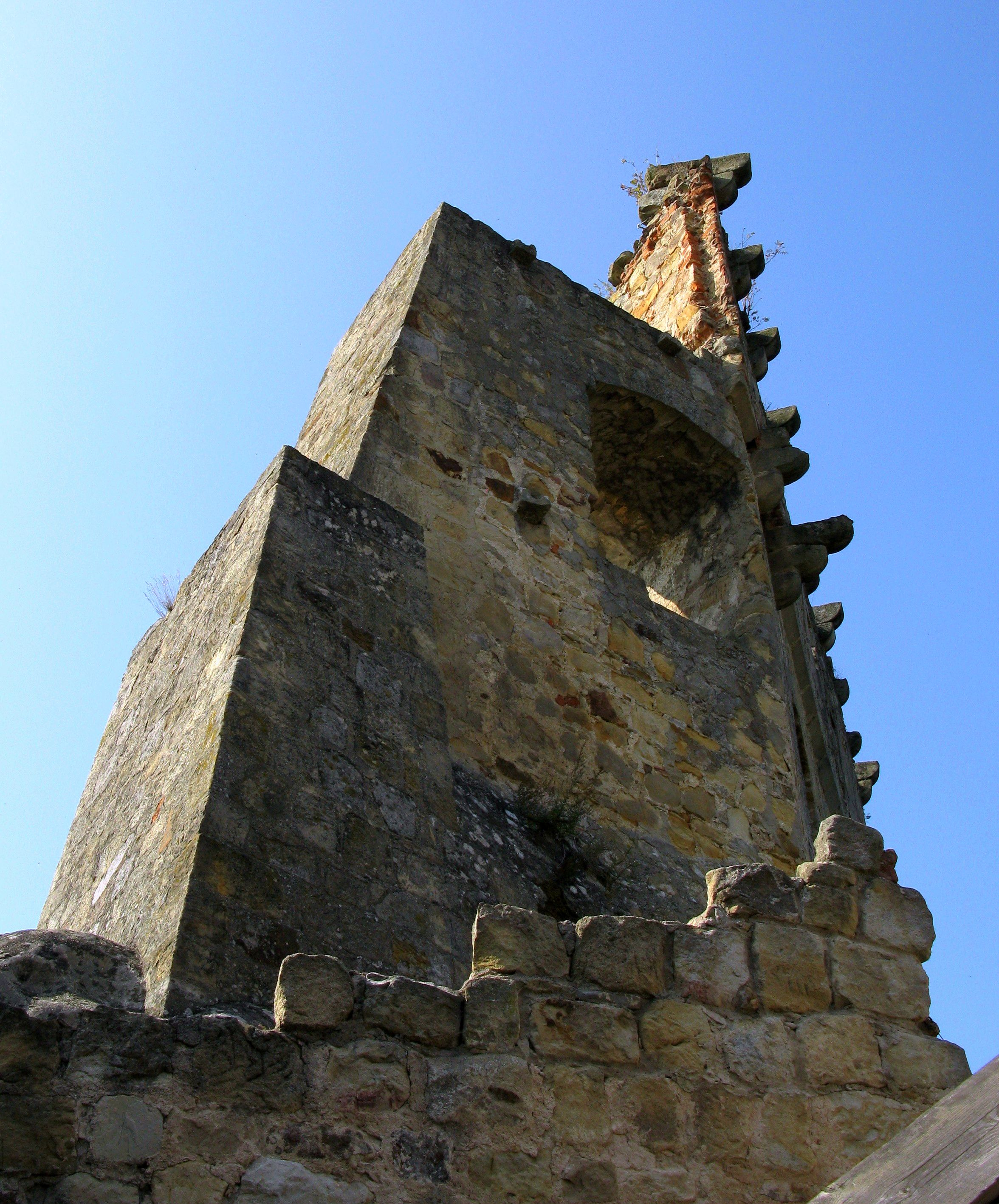
カミェニェツ城

諸々の出来事が巻き起こり得るのは18世紀末のある村であり、このことはチェシニクがかつてバール連盟（1768-1772年）へ参加していたことへの数度の言及、そして何よりもまず主人公たちの類型や主人公たちによるサルマティズム特有の所作により示されている。

### 登場人物
主役たち
- レイェント・ミルチェク（ポーランド語版） –  城の半分の所有者、チェシニクの宿敵、ヴァツワフの父
- チェシニク・マチェイ・ラプトゥシェヴィチ（ポーランド語版） –  城のもう半分の住人、レイェントを憎悪、クララの後見人にして伯父
- クララ・ラプトゥシェヴィチュヴナ（ポーランド語版） – チェシニクの姪、ヴァツワフの恋人

準主役たち
- ユゼフ・パプキン（ポーランド語版） – チェシニクに仕える弱小貴族（シュラフタ）、クララとの結婚をあてにする
- ポトストリナ・ハンナ・チェピェルシンスカ（ポーランド語版） – 未亡人、チェシニクは金目当てで彼女との結婚を渇望する
- ヴァツワフ・ミルチェク（ポーランド語版） – レイェントの息子、意中の人はクララ

脇役たち
- ディンダルスキ（ポーランド語版） – チェシニクの従者にしてマルシャウェク[訳注 2]、ヴァツワフ宛の手紙をチェシニクの名でしたためていた
- ペレウカ (Perełka) – チェシニクの料理人
- シミガルスキ (Śmigalski) – チェシニクの廷臣
- 左官たち – レイェントに雇われて、「殴られた」と偽証するよう強要される
- 家来やその他の者たち
- 礼拝堂の人々

## あらすじ
第1幕。
最初の場面では、チェシニク・ラプトゥシェヴィチが結婚計画を思案しているところである。（夫3人に先立たれた）未亡人ポトストリナと結婚したがっており、そのポトストリナはクララの客人として城を訪問し、滞在している。しかしチェシニクは女性たちと打ち解けられず、粗相をやらかすことを恐れている。そこでうぬぼれた臆病者にして女好き、見栄っ張りのパプキンを呼びつけ、仲人として仲介し、そして同時に長年争ってきた隣人レイェント・ミルチェクとの連絡をチェシニクの名で続けるようにと言いつける。チェシニクはポトストリナの財産に執心しているものの、当のポトストリナ自身が財産はあくまでも一時的にあてがわれているに過ぎないために夫を探しているということは知らずにいる。一方パプキンはチェシニクの姪クララに気があるのであった。一応レイェントを恐れてはいるものの、劇中では言及されない過去の諸事情によりチェシニクに依存し切っている身である。チェシニクはパプキンをポトストリナと会わせる手筈を整える。ポトストリナはあっさりとデートの目的を看破し、チェシニクとの結婚への合意を約束する。
レイェントが左官たちに、城のうちレイェントに属する部分とチェシニクに属する部分との境界線となる石壁の修繕を依頼したということが突如明かされる。その頃庭先においてはヴァツワフとクララがお互いの愛を確かめ合っている。ヴァツワフは結婚するためにクララを「攫う」構えであるが、少女はそれには同意しない。
続いての場面は左官たちが散らばっている様子が描写される。窓からはその場面をチェシニクとレイェントが観察している。パプキンは左官たちが追い払われる時になって漸く動作に入る。自身のパートへのモノローグ（独白）を始める。ヴァツワフが登場し、自らをレイェントの官僚と名乗り、自らの意志で捕縛されに行く。
第2幕。
パプキンはチェシニクが褒美にクララとの結婚を承認してくれると踏み、捕らえたヴァツワフを自らの勇敢さによる手柄としてチェシニクに献上する。しかしチェシニクはパプキンのことを熟知している。ヴァツワフはレイェントと和解するようチェシニクを説得するが、チェシニクは耳を貸さず、「まず始めに太陽が場に立つ！まず始めに海で水が干上がろう、その前ならばここに我らの許に合意があろう！」と言い放ち、ヴァツワフに帰れと命じる。ヴァツワフは退出はしたくない――クララとお近づきになりたいので、パプキンを買収する。クララとの会話中に彼らは、チェシニクへ影響を与えるようポトストリナに頼み込むことを決める。ポトストリナが現れる時、彼女がかつてヴァツワフの愛人であり、何とも悪いことにヴァツワフに騙され、ヴァツワフが公（）のために踊り出たことが判明する。しかしポトストリナはチェシニクとの婚約の破棄を希望する――ヴァツワフの方が良いのだ。
続いての場面ではパプキンがクララに愛の告白をする。クララはパプキンに愛の証――半年間黙り続け、一年間パンも水も我慢し、ワニを連れて来ること――を要求する。クララの退場後、パプキンはコミカルなモノローグを行うも、クララが自分のことを茶化していることには気づかないままである。
チェシニクが現れ、ポトストリナが婚約してくれたことに満足した様子を見せるも、レイェントに対しては石壁の件で怒り心頭である。レイェントに決闘を挑みたがっており、レイェントの許に決闘介添人としてパプキンを派遣する。
第3幕。
レイェント・ミルチェクはチェシニクに対する裁判を起こす準備を進めている。乱闘で怪我を負った左官たちに、私利私欲のため曲解する気満々で証言を強制し、それと同時に彼らへの支払いを突っぱねる。後にレイェントの許へヴァツワフが来てクララとの結婚の許しを求める。しかしレイェントは彼がポトストリナと結婚することを望ましく思っている。何とも悪いことに、レイェントはチェシニクへの憎悪や闇雲な欲深さからポトストリナとの契約を提案済みであり、契約に則ればヴァツワフがポトストリナと結婚することになると判明する。万が一契約が破棄された場合、破棄した者は10万を払わされることになる。
レイェントに決闘を挑むとするチェシニクの手紙を持ってパプキンが登場する。パプキンは最初恐れを抱くが、従順なふりをするレイェントを見ると次第に横柄な態度を取るようになっていく。結局ミルチェクは窓から投げ捨てるとパプキンを脅し、扉の前に4人の家来を立たせる。今やパプキンは錯乱して恐怖を起こし始める。やっとの思いでチェシニクからの手紙を手渡すことに成功する。部屋には署名済みの契約書を携えたポトストリナが入ってくる。パプキンはポトストリナがチェシニクを裏切ったことを悟る。最終的に従者たちはパプキンを階段から引きずり下ろす。
第4幕。
チェシニクはポトストリナとの結婚やレイェントとの決闘に関することを論じている。パプキンがやってくる。手始めにレイェントと会ったことへの自称勇気を誇示する。レイェントによるワインの贈呈に話が及ぶ時、チェシニクはきっとワインには毒が盛られていると推理する。パプキンはポトストリナの決断を知らせるレイェントの手紙を渡す。チェシニクは怒り狂い、復讐してやると決意する。チェシニクの退場後、毒を盛られたと信じ込まされたパプキンは自らの遺言書をしたためる。イングリッシュギターと質入れした「蝶の希少コレクション」をクララに譲渡する一方、アルテミザ（Artemiza）というサーベルは彼の墓に像をこしらえた人物に譲渡しよう、と。遺言書には彼の負債は支払わないことという要望も入れる。
チェシニクが戻ってくる。ヴァツワフを自分の側におびき寄せることに決める。自身の秘書官であるディンダルスキにクララからのものに見せかける手紙の言付けをさせ、しかしうまく説得力のあるものを書き上げることはできず、ヴァツワフの許へ従者を派遣する。
おびき寄せられたヴァツワフは来訪し、チェシニクに抑留される。チェシニクはヴァツワフに、城の地下牢かクララとの結婚かどちらかを選べと告げる。恋人たちは驚かされるが、勿論合意する。チャペルでは既に彼らのために司祭が控えている。
チェシニクの許にレイェントが現れる――決闘のために指定された場所でラプトゥシェヴィチを待っていたが、チェシニクが姿を見せなかったのだ。息子の結婚の件を悟る時、激怒する。状況をポトストリナが説明する、打ち明けて曰くポトストリナの全財産は既にクララのものとなり、クララは結婚当日に財産を受領することになっていた、と。もしレイェントとの契約が無ければ、彼女はそれで文無しになりかねなかったのだ。幸運にして富豪となったクララはしかし、自身の財産から10万を支払うことを約束する。レイェントとチェシニクはこれを聞いていたが、やがて和解する。

## 評価・反響
『復讐』はフレドロの喜劇の中では『お嬢さんの結婚』(1833年上演) と共に真に迫った習俗の描写、会話の自然さ、喜劇性を遺憾なく発揮した傑作と見做される。ただ、フレドロは当時盛んであったロマン主義とは一線を画しており、政治的な変遷は作品に反映せず、むしろ最大限「古典的な」形式による喜劇を維持すること、忘却から喜劇を救い出すこと、かつての威信を復古させることが彼の関心事となっていった。しかし彼の作風は同時代には理解されず、むしろロマン主義者たちからは目の敵にされた。『復讐』初演の翌年である1835年にはロマン主義詩人セヴェリン・ゴシチンスキが、Powszechny Pamiętnik Nauk i Umiejętności〈科学と技術の普遍的回顧録〉に寄稿した論文 "Nowa epoka poezji polskiej"〈ポーランド詩の新時代〉において、フレドロを国民的な諸事件に対してあるべき深遠な注視が欠けていると批難した。このゴシチンスキの言にレシェク・ドゥニン＝ボルコフスキ、エドヴァルト・デンボフスキ、ヴィンツェンティ・ポルといった面々も同調してフレドロへの攻撃を行った結果、フレドロが暫くの間文筆活動から遠ざかる一因となった。フレドロが喜劇の執筆を再開したのは1857年のことであったが、それ以降の作品はかつてとは異なり、人間や世界の辛い真実に満ち溢れたものとなっていた。

## 映画版
フレドロの喜劇は2度映画化が行われている:
- 『復讐（ポーランド語版）』 - 1956年、監督: アントニ・ボフジェヴィチ（英語版）、ボフダン・コジェニェフスキ（ポーランド語版）
- 『仕返し（英語版）』 - 2002年、監督: アンジェイ・ヴァイダ; ロマン・ポランスキーがパプキン役を演じた[6][7]。

## 「テレビ劇場」版
『復讐』は4度「テレビ劇場」で放映されている。
- 1960年版、監督: イェジ・クレチュマル（ポーランド語版）
- 『復讐（ポーランド語版）』 (1972)、監督: ヤン・シフィデルスキ（ポーランド語版）[8]
- 1994年版、監督: オルガ・リピンスカ（英語版）[9][10]
- 2020年度版、監督: レドバト・クルィンストラ＝コマルニツキ（ポーランド語版）[11]

### 訳注
1. ↑  現在はウクライナ領であるが、かつてはルヴフ（波: Lwów）と呼ばれ、作品の出版当時は第一次ポーランド分割によりオーストリア帝国領レンベルク（独: Lemberg）となっていた。
2. ↑  波: marszałek。貴族の館において高い地位を有していた官僚。参照: Elżbieta Sobol, ed (1994). “marszałek” (ポーランド語). Mały słownik języka polskiego (11 ed.). Warszawa: Wydawnictwo Naukowe PWN. ISBN 83-01-11052-X